# Sam Elliott
Samuel Pack Elliott (født 9. august 1944) er en amerikansk skuespiller. Han har modtaget adskillige priser, herunder en National Board of Review Award, og er blevet nomineret til en Oscar-pris, to Golden Globe-priser, to Primetime Emmy-priser og to Screen Actors Guild-priser.

## Tidligt liv
Samuel Pack Elliott blev født 9. august 1944 på Sutter Memorial Hospital i Sacramento, Californien,  søn af Glynn Mamie og Henry Nelson Elliott. Hans forældre var oprindeligt fra El Paso, Texas. Han flyttede fra Californien til Portland, Oregon, med sin familie, da han var 13 år gammel. 

## Privatliv
Elliott blev gift med skuespillerinden Katharine Ross i 1984 og blev hendes femte mand. De har en datter, Cleo, som er musiker. Ross og Elliott bor på en ranch ved havet i Malibu, som de købte i 1970'erne. Efter sin 96-årige mors død i 2012 overtog han sit barndomshjem i det nordøstlige Portland.

## Eksterne links
- Sam Elliott på Internet Movie Database (engelsk)
- Sam Elliott på Filmdatabasen
- Sam Elliott på Scope
- Sam Elliott på Svensk Filmdatabas (svensk)
- Sam Elliott på AlloCiné (fransk)
- Sam Elliott på AllMovie (engelsk)
- Sam Elliott på Turner Classic Movies (engelsk)
- Sam Elliott på Rotten Tomatoes (engelsk)
- Sam Elliott på The Movie Database (engelsk)
- Sam Elliott på Behind The Voice Actors (engelsk)
- Hajek, Daniel (6. september 2015). "Typecast as a Cowboy, Sam Elliott Came to Embrace That 'Western Box'". My Big Break (story series). All Things Considered. NPR. Hentet 7. september 2015.